# Good God (Korn)
Good God è il terzo singolo della band nu metal statunitense Korn dall'album Life Is Peachy del 1996.

## Descrizione
(Jonathan Davis)

## Video musicale
Della canzone è stato inoltre creato un video che include una inedita versione del brano, registrata al teatro Astoria di Londra.

## Tracce
1. Good God – 3:23
2. Good God (Live) – 3:20
3. Need To (Live) – 3:51
4. Divine (Live) – 4:33

## Formazione
Gruppo
- Jonathan Davis – voce, cornamusa, arrangiamento
- Fieldy – basso, arrangiamento
- Munky – chitarra, arrangiamento
- Head – chitarra, voce, arrangiamento
- David – batteria, arrangiamento

Produzione
- Ross Robinson – produzione, registrazione, missaggio
- Chuck Johnson – ingegneria del suono, missaggio
- Richard Kaplan – missaggio
- Eddy Schreyer – mastering

## Classifiche
| Classifica (1997) | Posizione massima |
| ----------------- | ----------------- |
| Regno Unito       | 25                |